# Политическая коммуникация
Политическая коммуникация — совокупность действий (создание, доведение до адресата, получение, обработка) с такими информационными сообщениями, которые, воздействуя на сознание, убеждения и поведение человека, производят или могут произвести существенный политический эффект. Направление исследований политических коммуникаций называется политической коммуникативистикой, оно находится на стыке различных общественных и политических наук: политической философии, политической истории, политической социологии, политической антропологии, политической психологии.
Как пишут немецкие исследователи Отфрид Яррен и Патрик Донгес, сложность в определении понятия «политическая коммуникация» заключается ещё и в том, что составляющие его элементы — «политика» и «коммуникация» — сами по себе являются объектами изучения различных научных дисциплин, а в рамках этих научных дисциплин исследуются с множества различных перспектив и с точки зрения различных теоретических подходов.

## История исследований
Как отмечает российский исследователь М. Н. Грачёв, понятие «политическая коммуникация» возникает после Второй мировой войны. Тогда же исследования этого процесса выделяются в самостоятельное направление на стыке социальных и политических наук (политическую коммуникативистику). Сам термин «коммуникация», ранее употреблявшийся в основном в языке техников, связистов и военных, получает распространение в науке и становится междисциплинарным, что, как полагает Грачёв, происходит во многом благодаря кибернетике. Так, Норберт Винер, создатель кибернетической теории коммуникации, считал, что все явления окружающего мира можно объяснить с точки зрения циркулирования информации.
Начало систематического изучения процессов и явлений политической коммуникации М. Н. Грачёв соотносит с работами Гарольда Лассуэлла, посвященными анализу феномена пропаганды в период Первой мировой войны, а начало фундаментальных исследований в области политической коммуникативистики — к 1940-м годам.
Немецкий исследователь Винфрид Шульц, в свою очередь, отмечает, что институционализация научного направления, изучающего политическую коммуникацию, намечается с 1970-х годов. Он также говорит о «пограничном состоянии» политической коммуникации между коммуникативистикой и политическими науками.

## Концептуализация
Для анализа политической коммуникации применяются общетеоретические модели коммуникации, разработанные в коммуникативистике.
В западной литературе выделяется три основных способа политической коммуникации:
- Коммуникация через средства массовой информации, включающая в себя печатные средства (пресса, книги, плакаты и т. д.), электронные средства (радио, телевидение и т. д.);
- Коммуникация через организации, когда политические партии или группы давления служат передаточным звеном между правителями и управляемыми;
- Коммуникация через неформальные каналы[5].

Следует, однако, сказать, что эта классификация подходит только для линейных моделей коммуникации, предполагающих наличие третьего звена — посредника между коммуникатором и реципиентом.

## Уровни политической коммуникации
По Джону Томсону, можно выделить три уровня политической коммуникации:
1. Семантический. Зависимость коммуникативных процессов от языковых средств, вербальных и невербальных знаков, символов и т. д.;
2. Технический. Технические каналы передачи информации (электронные и бумажные носители информации, сети, банки данных и т. д.);
3. Инфлуентальный. Степень влияния информации на человеческое сознание.

## Различные определения политической коммуникации
Каждое научное направление определяет политическую коммуникацию по-своему, пользуясь присущим ему категориальным аппаратом. Кроме того, в рамках одного направления могут существовать различные трактовки, обусловленные различием подходов.
- Значительная часть исследователей отталкивается от того, что политическая коммуникация — это отношения по поводу политики и политического. Ср., например, «политическая коммуникация — это»:
  - «создание, отправление, получение и обработка сообщений, оказывающих существенное воздействие (прямое или косвенное) на политику» (Н. Винер)[6];
  - «создание, распространение, получение и обработка сообщений, которые имеют потенциальный значительный эффект на политику» (Дорис Грабер)[7];
  - «коммуникация, которая осуществляется политическими факторами, направлена на них или относится к политическим акторам и их действиям» (Винфрид Шульц)[8].

Недостаток первых двух определений заключается в том, что встаёт вопрос о том, как измерить существенность воздействия и значительность эффекта. Последнее же определение оставляет широкое поле для толкования исходного понятия — коммуникации.
- Следующие трактовки, расширяя предыдущие определения, предполагают наличие не только формальных, но и неких качественных признаков. «Политическая коммуникация» — это:
  - «процесс передачи политической информации, который структурирует политическую деятельность и придает ей новое значение, формирует общественное мнение и политическую социализацию граждан с учётом их потребностей и интересов» («Политологический словарь» 1994 под ред. А. А. Миголатьева[6]);
  - «обмен информацией между субъектами политической жизни, а также между государством и гражданами», который является «важным источником политической социализации, …способствует овладению политическими знаниями, установками, ценностями и формами политического участия» (В. В. Латынов[6]);
  - «специфический вид политических отношений, посредством которого доминирующие в политике субъекты регулируют производство и распространение общественно-политических идей своего времени» (Ю. В. Ирхин[6]).
- Отдельная группа определений имеет дело с отношениями власти и подчинения, что позволяет отнести их к предметному полю политических наук. Например, Грачёв определяет политическую коммуникацию как «необходимый компонент взаимодействия субъектов политики (политических акторов) между собой и окружающей социальной средой, направленный на завоевание, удержание и использование власти, сохранение, укрепление или изменение существующих властно-управленческих отношений в обществе». Далее он предлагает обобщённое определение: « политическая коммуникация — это вся совокупность феноменов информационного воздействия и взаимодействия в сфере политики, связанных с конкретно-исторической деятельностью политических акторов по поводу власти, властно-управленческих отношений в обществе».

Л.Пай подчёркивает, что «политическая коммуникация» — это «не односторонняя направленность сигналов от элит к массе, а весь диапазон неформальных коммуникационных процессов в обществе, которые оказывают самое различное влияние на политику».
- Системные теории предлагают более широкий анализ, основанный на понимании общества как системы. «Политическая коммуникация» — это:
  - «процесс передачи политической информации, благодаря которому она циркулирует от одной части политической системы к другой и между социальной и политической системой» (Ж.-М.Шварценберг[10]).

Для Никласа Лумана общество есть система, которая возникает путём отграничения от других систем через особые операции, присущие только этому обществу. Операции же есть коммуникации. Общество есть непрерывный процесс создания коммуникаций. Таким образом, общество — это и есть коммуникация.